# Velika nagrada Madžarske 1936
Velika nagrada Madžarske 1936 je bila deveta neprvenstvena dirka za Veliko nagrado v sezoni 1936 in sploh prva dirka za Veliko nagrado Madžarske. Potekala 21. junija 1936 na dirkališču Népliget. Pred več kot 100.000 gledalci je presenetljivo zmagal Italijan Tazio Nuvolari z Alfo Romeo 8C-35 moštva Ferrari, drugi je bil Bernd Rosemeyer, tretji pa Achille Varzi, oba z dirkalnikom Auto Union C.

## Poročilo
Prvo dirka za Veliko nagrado Madžarske je potekala pred veliko množico več kot 100.000 gledalcev, ki so si prišli pogledati dirko, ki sicer ni štela za prvenstvo, a je na njej vseeno dirkala večina najboljših dirkačev in moštev tistega časa. Istega dne je potekala tudi dirka za Veliko nagrado Pikardije, kjer pa je bilo v konkurenci le šest dirkačev. Glavni favoriti dirke so bili dirkači nemških moštev Auto Union, Bernd Rosemeyer, Achille Varzi in Hans Stuck, ter Mercedes-Benz, Manfred von Brauchitsch, Rudolf Caracciola in Louis Chiron. Dirkači obeh moštev so zmagali na najpomembnejših dirkah tako v prejšnji sezoni 1935, kot tudi v prvi polovici sezone 1936. Zadnji boleči poraz jim je zadal Italijan Tazio Nuvolari, ki jih je z Alfo Romeo porazil prav na njihovi dirkači dirki za Veliko nagrado Nemčije v predhodni sezoni. Za Nuvolarija, ki je bil star že štiriinštirideset let, so tekmeci govorili, da je že prestar za dirkanje na najvišjem nivoju. Na kvalifikacijah sta prvo vrsto zasedla Rosemeyer in Stuck, drugo von Brauchitsch in Nuvolari, tretjo pa Caracciola in Varzi.
S štarta se je najbolje pognal Rosemeyer, sledili pa so mu von Brauchitsch, Caracciola in Nuvolari. Nato je prešel v vodstvo Caracciola in ga držal šestnajst krogov, kasneje pa je moral odstopiti zaradi okvare motorja. Tako je bil ponovno v vodstvu Rosemeyer, von Brauchitsch in Nuvolari pa sta se borila za drugo mesto. Von Brauchitsch, ki nikoli ne veljal za zelo mirnega dirkača, je popustil pod pritiskom, pripeljal prehitro v ovinek in se zavrtel, tako da se mu je Nuvolari komaj izognil. Približno na polovici dirke je imel Nuvolari prosto pot in je začel loviti vodilnega, mladega Nemca Rosemeyerja, dodatno ga je podžgalo dejstvo, da so ga tisti, ki so Nuvolarija pozivali k upokojitvi, videli kot njegovega naslednika. Počasi se mu je krog za krogom približeval in ga v triintridesetem krogu prehitel, ter se s tem prebil v vodstvo. Nuvolari pa ni bil zadovoljen le s tem in je začel Nemcu bežati ter se Rosemeyerju s tem maščeval za poraz pred tednom dni na dirki Eifelrennen. Tretjeuvrščeni von Brauchitsch, zadnji Mercedes še na dirki, se je dva kroga pred koncem zavrtel in odstopil, zaradi česar je njegov šef moštva Alfred Neubauer jezno odvrgel kontrolne zastave v tla. Tako je dirko na drugem mestu končal Bernd Rosemeyer, tretje pa je bil Achille Varzi, oba Auto Union. Naslednja dirka na Veliko nagrado Madžarske je potekala šele leta 1986 in je bila del Svetovnega prvenstva Formule 1.

## Štartna vrsta
| 1. vrsta | 2. poz.                      | 1. poz.                               |
| -------- | ---------------------------- | ------------------------------------- |
|          | Stuck Auto Union 2:39.83     | Rosemeyer Auto Union 2:38.15          |
| 2. vrsta | 2. poz.                      | 1. poz.                               |
|          | Nuvolari Alfa Romeo 2:40.08  | von Brauchitsch Mercedes-Benz 2:39.87 |
| 3. vrsta | 2. poz.                      | 1. poz.                               |
|          | Varzi Auto Union 2:43.12     | Caracciola Mercedes-Benz 2:40.38      |
| 4. vrsta | 2. poz.                      | 1. poz.                               |
|          | Chiron Mercedes-Benz 2:49.65 | Tadini Alfa Romeo 2:47.52             |
| 5. vrsta | 2. poz.                      | 1. poz.                               |
|          | Hartmann Maserati 3:10.56    | Dobson Alfa Romeo 2:53.21             |
| 6. vrsta |                              | 1. poz.                               |
|          |                              | Martin Alfa Romeo 3:02.51             |

## Dirka
| Poz | Št | Dirkač                      | Moštvo              | Dirkalnik          | Krogi | Čas/Odstop | Št. m. |
| --- | -- | --------------------------- | ------------------- | ------------------ | ----- | ---------- | ------ |
| 1   | 24 | Tazio Nuvolari              | Scuderia Ferrari    | Alfa Romeo 8C-35   | 50    | 2:14.03.5  | 3      |
| 2   | 16 | Bernd Rosemeyer             | Auto Union          | Auto Union C       | 50    | + 14.2     | 2      |
| 3   | 14 | Achille Varzi               | Auto Union          | Auto Union C       | 48    | + 2 Kroga  | 5      |
| 4   | 28 | Mario Tadini                | Scuderia Ferrari    | Alfa Romeo 8C-35   | 47    | + 3 Krogi  | 8      |
| 5   | 12 | Hans Stuck Ernst von Delius | Auto Union          | Auto Union C       | 46    | + 4 Krogi  | 1      |
| 6   | 4  | Austin Dobson               | Privatnik           | Alfa Romeo P3      | 45    | + 5 Krogov | 10     |
| 7   | 10 | László Hartmann             | Privatnik           | Maserati           | 44    | + 6 Krogov | 9      |
| Ods | 22 | Manfred von Brauchitsch     | Daimler-Benz AG     | Mercedes-Benz W25K | 40    | Trčenje    | 4      |
| Ods | 6  | Charlie Martin              | Privatnik           | Alfa Romeo P3      | 32/35 | Vzmetenje  | 11     |
| Ods | 18 | Rudolf Caracciola           | Daimler-Benz AG     | Mercedes-Benz W25K | 26    | Trčenje    | 6      |
| Ods | 20 | Louis Chiron                | Daimler-Benz AG     | Mercedes-Benz W25K | 19    | Motor      | 7      |
| DNS | 2  | Eileen Mary Ellison         | Cholmondeley Tapper | Maserati           |       |            |        |
| DNS | 8  | Raph                        | Privatnik           | Maserati           |       |            |        |
| DNS | 30 | Petre Cristea               | Privatnik           | Ford V9 Special    |       |            |        |
| DNS | 32 | José Maria de Villapadierna | Privatnik           | Alfa Romeo P3      |       |            |        |